# Take the Crown Stadium Tour
Take the Crown Stadium Tour – dziewiąta trasa koncertowa Robbie’ego Williamsa; w jej trakcie odbyło się dwadzieścia sześć koncertów.

## Program koncertów
1. „Hey Wow Yeah Yeah”
2. „Let Me Entertain You”
3. „Monsoon”
4. „Not Like the Others”
5. „Minnie the Mootcher”
6. „Kids”
7. „Sin Sin Sin”
8. „Bodies”
9. „Come Undone”
10. „Everything Changes”
11. „Strong”
12. „Gospel”
13. „Be a Boy”
14. Akustyczna składanka: „Millennium”/„Better Man”/„Sexed Up”
15. „Me and My Monkey”
16. „Candy”
17. „Hot Fudge”
18. „Rudebox”
19. „Rock DJ”

Bisy:
1. „Feel”
2. „She’s The One”
3. „Angels”

## Lista koncrtów
1. 14 czerwca 2013 – Dublin, Irlandia – Aviva Stadium
2. 18 czerwca 2013 – Manchester, Anglia – Etihad Stadium
3. 19 czerwca 2013 – Manchester, Anglia – Etihad Stadium
4. 21 czerwca 2013 – Manchester, Anglia – Etihad Stadium
5. 22 czerwca 2013 – Manchester, Anglia – Etihad Stadium
6. 25 czerwca 2013 – Glasgow, Szkocja – Hampden Park
7. 26 czerwca 2013 – Glasgow, Szkocja – Hampden Park
8. 29 czerwca 2013 – Londyn, Anglia – Stadion Wembley
9. 30 czerwca 2013 – Londyn, Anglia – Stadion Wembley
10. 2 lipca 2013 – Londyn, Anglia – Stadion Wembley
11. 5 lipca 2013 – Londyn, Anglia – Stadion Wembley
12. 10 lipca 2013 – Gelsenkirchen, Niemcy – Veltins-Arena
13. 13 lipca 2013 – Amsterdam, Holandia – Amsterdam Arena
14. 17 lipca 2013 – Wiedeń, Austria – Trabrennbahn Krieau
15. 20 lipca 2013 – Göteborg, Szwecja – Ullevi
16. 22 lipca 2013 – Kopenhaga, Dania – Parken
17. 23 lipca 2013 – Kopenhaga, Dania – Parken
18. 27 lipca 2013 – Hanower, Niemcy – AWD-Arena
19. 31 lipca 2013 – Mediolan, Włochy – Stadion Giuseppe Meazzy
20. 3 sierpnia 2013 – Bruksela, Belgia – Stadion im. Króla Roia Baudouin
21. 7 sierpnia 2013 – Monachium, Niemcy – Olympiastadion München
22. 11 sierpnia 2013 – Stuttgart, Niemcy – Mercedes-Benz Arena
23. 13 sierpnia 2013 – Zagrzeb, Chorwacja – Stadion Maksimir
24. 16 sierpnia 2013 – Zurych, Szwajcaria – Letzigrund Stadion
25. 20 sierpnia 2013 – Tallinn, Estonia – Tallin Song Festival Grounds
26. 25 sierpnia 2013 – Stavanger, Norwegia – Viking Stadion